# Zildjian
The Avedis Zildjian Company  — производитель ударных музыкальных инструментов. Является одним из ведущих мировых производителей тарелок. Помимо тарелок, производит барабанные палочки, чехлы для тарелок, тренировочные пэды и другие аксессуары. Компания основана в Константинополе в 1623 году. Основателем является Аведис Зилджиян I, алхимик и кузнец армянского происхождения. В 1929 году производство переносится в США. В 2010 году объявлено о слиянии компании с Vic Firth.